# Die Superpauker

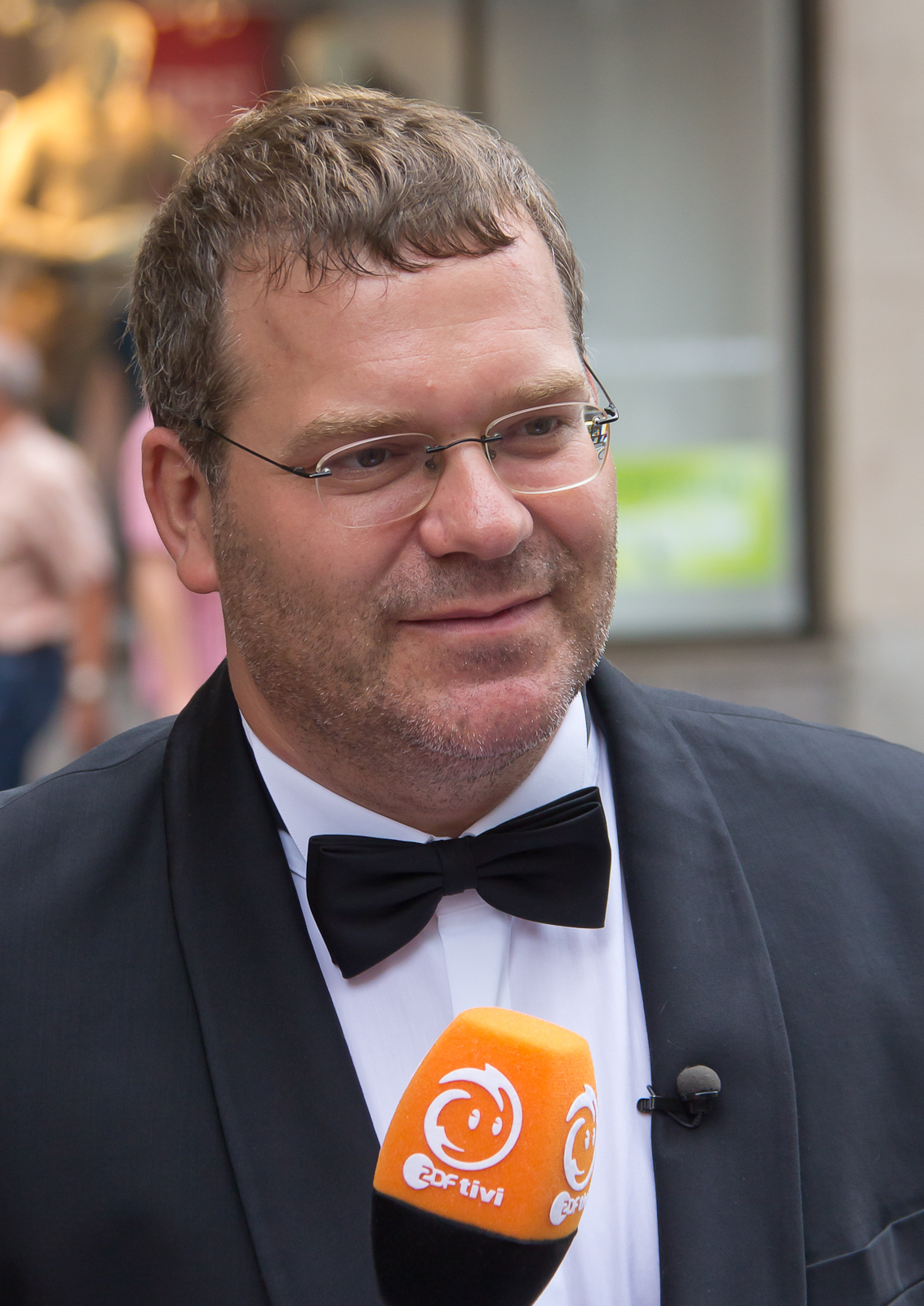
Moderator Elton

Die Superpauker ist eine deutsche Quizsendung, die erstmals am 14. September 2016 im NDR ausgestrahlt und bis Juli 2018 produziert wurde. Moderator ist Elton.

## Inhalt und Ablauf der Sendung
Vier Prominente treten gegen vier Lehrer an. Zunächst müssen die Prominenten in einer Schnellraterunde möglichst viele Fragen richtig beantworten. Je mehr richtige Antworten sie geben, desto mehr Geld erhalten sie im Team als Grundkapital. Danach tritt jeder Prominente einzeln im Duell gegen einen Lehrer an. Die vier Duelle werden in den Wissensgebieten Naturwissenschaften, Erdkunde, Geschichte und Politik sowie deutsche Sprache und Literatur gespielt. Der prominente Kandidat und der Lehrer beantworten abwechselnd maximal drei Fragen mit drei Antwortmöglichkeiten im Multiple-Choice-Verfahren. Bei einer der drei Fragen kann der Prominente einen Joker setzen und sich mit dem Team absprechen. Wer mehr Fragen richtig beantwortet, gewinnt das Duell. Wenn der Prominente gewinnt, gibt es pro erfolgreichem Duell zusätzliche 2000 €. Im Finale stellt jeder Lehrer eine offene Frage aus seinem Fach. Wenn das prominente Team, das jetzt gemeinsam spielt, drei von vier Fragen richtig beantwortet, gewinnt es den bis dahin erspielten Geldbetrag. Das Geld wird für einen guten Zweck gespendet.

## Ausgaben
Die erste Staffel mit sechs Folgen lief vom 14. bis 31. Juli 2016. Die zweite Staffel umfasste vier Folgen und war vom 9. bis 30. Juli 2017 zu sehen. Die dritte Staffel wurde vom 9. bis 30. Juli 2018 gezeigt.
| Staffel | Folge | Datum         | Prominente Kandidaten                                                     |
| ------- | ----- | ------------- | ------------------------------------------------------------------------- |
| 1       | 1     | 14. Juli 2016 | Christian Berkel, Florian Martens, Stephanie Stumph, Wanja Mues           |
| 1       | 2     | 17. Juli 2016 | Mirja Boes, Wigald Boning, Guido Cantz, Lutz van der Horst                |
| 1       | 3     | 21. Juli 2016 | Frank Busemann, Georg Hackl, Britta Heidemann, Lars Riedel                |
| 1       | 4     | 24. Juli 2016 | Ben Becker, Anke Harnack, Hubertus Meyer-Burckhardt, Linda Zervakis       |
| 1       | 5     | 28. Juli 2016 | Ellen Frauenknecht, Jan Hofer, Susanne Holst, Thorsten Schröder           |
| 1       | 6     | 31. Juli 2016 | Jürgen Drews, Stefanie Hertel, Linda Hesse, Michael Holm                  |
| 2       | 7     | 9. Juli 2017  | Thomas Anders, Uschi Glas, Steffen Hallaschka, Sven Plöger                |
| 2       | 8     | 16. Juli 2017 | Barbara Meier, Oliver Mommsen, Antoine Monot, Jr., Hans Sigl              |
| 2       | 9     | 23. Juli 2017 | Lisa Feller, Andreas Kieling, Volker Lechtenbrink, Joachim Llambi         |
| 2       | 10    | 30. Juli 2017 | Christoph Harting, Katrin Müller-Hohenstein, Marcel Reif, Esther Schweins |
| 3       | 11    | 9. Juli 2018  | Meret Becker, Thomas Hermanns, Miroslav Nemec, Sebastian Ströbel          |
| 3       | 12    | 16. Juli 2018 | Henning Baum, Peter Lohmeyer, Stefanie Stappenbeck, Michael Stich         |
| 3       | 13    | 23. Juli 2018 | Francis Fulton-Smith, Claus Theo Gärtner, Birgit Keller, Jens Riewa       |
| 3       | 14    | 30. Juli 2018 | Hinnerk Baumgarten, Ingo Oschmann, Inka Schneider, Konrad Stöckel         |

Am 15. April 2017 gab es eine XXL-Ausgabe. Die acht prominenten Kandidaten waren Harriet Heise, Jo Hiller, Jens Riewa, Julia-Niharika Sen, Thilo Tautz, Michael Thürnau, Arne-Torben Voigts und Johannes Wimmer.
In einer weiteren Sonderausgabe traten am 5. Juli 2018 vier Prominente zusammen mit ihren Kindern gegen die Lehrer an. Die Kandidaten waren Pierre Littbarski mit Lucien (15), Markus Maria Profitlich mit Joanna (13), Andrea Sawatzki mit Bruno (16) und Natalia Wörner mit Jacob Lee (12).